# Tyskland i olympiska vinterspelen 2022
Tyskland deltog i de olympiska vinterspelen 2022 i Peking i Kina mellan den 4 och 20 februari 2022.
Bobåkaren Francesco Friedrich och skridskoåkaren Claudia Pechstein var Tysklands fanbärare under öppningsceremonin. Vid avslutningsceremonin var bobåkaren Thorsten Margis landets fanbärare.
Tyskland slutade på andra plats i medaljtabellen. Landet tog totalt 27 medaljer, varav 12 guld vilket dock var lite lägre än 2018 då Tyskland tog 31 medaljer, varav 14 guld.

## Medaljörer
| Medalj | Namn                                                                 | Sport               | Gren                   | Datum       |
| ------ | -------------------------------------------------------------------- | ------------------- | ---------------------- | ----------- |
| Guld   | Johannes Ludwig                                                      | Rodel               | Herrarnas singel       | 6 februari  |
| Guld   | Denise Herrmann                                                      | Skidskytte          | Damernas 15 km         | 7 februari  |
| Guld   | Natalie Geisenberger                                                 | Rodel               | Damernas singel        | 8 februari  |
| Guld   | Vinzenz Geiger                                                       | Nordisk kombination | Normalbacke/10 km      | 9 februari  |
| Guld   | Tobias Wendl Tobias Arlt                                             | Rodel               | Dubbel                 | 9 februari  |
| Guld   | Natalie Geisenberger Johannes Ludwig Tobias Wendl Tobias Arlt        | Rodel               | Lagstafett             | 10 februari |
| Guld   | Christopher Grotheer                                                 | Skeleton            | Herrarnas skeleton     | 11 februari |
| Guld   | Hannah Neise                                                         | Skeleton            | Damernas skeleton      | 12 februari |
| Guld   | Francesco Friedrich Thorsten Margis                                  | Bob                 | Herrarnas tvåmanna     | 15 februari |
| Guld   | Katharina Hennig Victoria Carl                                       | Längdskidåkning     | Damernas sprintstafett | 16 februari |
| Guld   | Laura Nolte Deborah Levi                                             | Bob                 | Damernas tvåmanna      | 19 februari |
| Guld   | Francesco Friedrich Thorsten Margis Candy Bauer Alexander Schüller   | Bob                 | Herrarnas fyrmanna     | 20 februari |
| Silver | Katharina Althaus                                                    | Backhoppning        | Damernas normalbacke   | 5 februari  |
| Silver | Anna Berreiter                                                       | Rodel               | Damernas singel        | 8 februari  |
| Silver | Toni Eggert Sascha Benecken                                          | Rodel               | Dubbel                 | 9 februari  |
| Silver | Axel Jungk                                                           | Skeleton            | Herrarnas skeleton     | 11 februari |
| Silver | Katherine Sauerbrey Katharina Hennig Victoria Carl Sofie Krehl       | Längdskidåkning     | Damernas stafett       | 12 februari |
| Silver | Johannes Lochner Florian Bauer                                       | Bob                 | Herrarnas tvåmanna     | 15 februari |
| Silver | Manuel Faißt Eric Frenzel Vinzenz Geiger Julian Schmid               | Nordisk kombination | Lagtävling/4 × 5 km    | 17 februari |
| Silver | Mariama Jamanka Alexandra Burghardt                                  | Bob                 | Damernas tvåmanna      | 19 februari |
| Silver | Emma Aicher Lena Dürr Julian Rauchfuß Alexander Schmid Linus Straßer | Alpin skidåkning    | Mixat lag              | 20 februari |
| Silver | Johannes Lochner Florian Bauer Christopher Weber Christian Rasp      | Bob                 | Herrarnas fyrmanna     | 20 februari |
| Brons  | Karl Geiger                                                          | Backhoppning        | Herrarnas stora backe  | 12 februari |
| Brons  | Constantin Schmid Stephan Leyhe Markus Eisenbichler Karl Geiger      | Backhoppning        | Herrarnas lagtävling   | 14 februari |
| Brons  | Christoph Hafer Matthias Sommer                                      | Bob                 | Herrarnas tvåmanna     | 15 februari |
| Brons  | Vanessa Voigt Vanessa Hinz Franziska Preuß Denise Herrmann           | Skidskytte          | Damernas stafett       | 16 februari |
| Brons  | Daniela Maier                                                        | Freestyle           | Damernas skicross      | 17 februari |

## Alpin skidåkning
Herrar
| Idrottare         | Gren        | Åk 1    | Åk 1      | Åk 2    | Åk 2      | Totalt  | Totalt    |
| Idrottare         | Gren        | Tid     | Placering | Tid     | Placering | Tid     | Placering |
| ----------------- | ----------- | ------- | --------- | ------- | --------- | ------- | --------- |
| Romed Baumann     | Störtlopp   | —       | —         | —       | —         | 1.43,84 | 13        |
| Romed Baumann     | Super-G     | —       | —         | —       | —         | 1.21,10 | 7         |
| Josef Ferstl      | Störtlopp   | —       | —         | —       | —         | 1.44,69 | 23        |
| Josef Ferstl      | Super-G     | —       | —         | —       | —         | 1.22,16 | 18        |
| Simon Jocher      | Kombination | 1.45,80 | 16        | DNF     | DNF       | DNF     | DNF       |
| Simon Jocher      | Super-G     | —       | —         | —       | —         | 1.21,52 | 13        |
| Julian Rauchfuß   | Storslalom  | 1.08,23 | 30        | 1.07,99 | 15        | 2.16,22 | 20        |
| Julian Rauchfuß   | Slalom      | DNF     | DNF       | DNF     | DNF       | DNF     | DNF       |
| Andreas Sander    | Störtlopp   | —       | —         | —       | —         | 1.44,12 | 17        |
| Andreas Sander    | Super-G     | —       | —         | —       | —         | 1.21,21 | 8         |
| Alexander Schmid  | Storslalom  | DNF     | DNF       | DNF     | DNF       | DNF     | DNF       |
| Alexander Schmid  | Slalom      | 55,95   | 23        | 51,08   | 21        | 1.47,03 | 19        |
| Dominik Schwaiger | Störtlopp   | —       | —         | —       | —         | DNF     | DNF       |
| Linus Straßer     | Storslalom  | DNF     | DNF       | DNF     | DNF       | DNF     | DNF       |
| Linus Straßer     | Slalom      | 54,25   | 5         | 50,77   | 12        | 1.45,02 | 7         |

Damer
| Idrottare   | Gren       | Åk 1    | Åk 1      | Åk 2  | Åk 2      | Totalt  | Totalt    |
| Idrottare   | Gren       | Tid     | Placering | Tid   | Placering | Tid     | Placering |
| ----------- | ---------- | ------- | --------- | ----- | --------- | ------- | --------- |
| Emma Aicher | Storslalom | 1.01,52 | 30        | 59,00 | 18        | 2.00,52 | 21        |
| Emma Aicher | Slalom     | 54,48   | 21        | 53,11 | 12        | 1.47,59 | 18        |
| Lena Dürr   | Slalom     | 52,17   | 1         | 53,00 | 9         | 1.45,17 | 4         |
| Kira Weidle | Störtlopp  | —       | —         | —     | —         | 1.32,58 | 4         |
| Kira Weidle | Super-G    | —       | —         | —     | —         | 1.14,66 | 15        |

Mixat
| Idrottare                                                            | Gren       | Åttondelsfinal       | Kvartsfinal          | Semifinal            | Final / BM           | Final / BM |
| Idrottare                                                            | Gren       | Motståndare Resultat | Motståndare Resultat | Motståndare Resultat | Motståndare Resultat | Placering  |
| -------------------------------------------------------------------- | ---------- | -------------------- | -------------------- | -------------------- | -------------------- | ---------- |
| Emma Aicher Lena Dürr Julian Rauchfuß Alexander Schmid Linus Straßer | Lagtävling | Sverige W 3–1        | Schweiz W 2*–2       | USA W 3–1            | Österrike L 2–2*     | 2          |

## Backhoppning
Herrar
| Idrottare                                                       | Gren        | Kval    | Kval  | Kval      | Första omgången | Första omgången | Första omgången | Final            | Final            | Final            | Totalt           | Totalt           |
| Idrottare                                                       | Gren        | Distans | Poäng | Placering | Distans         | Poäng           | Placering       | Distans          | Poäng            | Placering        | Poäng            | Placering        |
| --------------------------------------------------------------- | ----------- | ------- | ----- | --------- | --------------- | --------------- | --------------- | ---------------- | ---------------- | ---------------- | ---------------- | ---------------- |
| Markus Eisenbichler                                             | Normalbacke | 91,0    | 90,8  | 23 Q      | 92,0            | 110,4           | 31              | Gick inte vidare | Gick inte vidare | Gick inte vidare | Gick inte vidare | Gick inte vidare |
| Karl Geiger                                                     | Normalbacke | 97,5    | 103,9 | 9 Q       | 96,0            | 127,5           | 21 Q            | 99,0             | 125,3            | 11               | 252,8            | 15               |
| Stephan Leyhe                                                   | Normalbacke | 95,5    | 101,6 | 11 Q      | 97,5            | 129,3           | 13 Q            | 95,0             | 115,1            | 25               | 244,4            | 24               |
| Constantin Schmid                                               | Normalbacke | 86,5    | 76,0  | 39 Q      | 102,0           | 134,4           | 6 Q             | 98,0             | 122,9            | 18               | 257,3            | 11               |
| Markus Eisenbichler                                             | Stor backe  | 129,0   | 123,3 | 6 Q       | 137,5           | 135,2           | 8 Q             | 139,5            | 140,5            | 4                | 275,7            | 5                |
| Karl Geiger                                                     | Stor backe  | 128,0   | 120,0 | 12 Q      | 138,0           | 136,7           | 6 Q             | 138,0            | 144,6            | 3                | 281.3            | 3                |
| Pius Paschke                                                    | Stor backe  | 119,0   | 102,9 | 30 Q      | 131,0           | 126,7           | 23 Q            | 127,0            | 116,8            | 29               | 243,5            | 28               |
| Constantin Schmid                                               | Stor backe  | 127,0   | 114,9 | 19 Q      | 134,0           | 131,4           | 11 Q            | 134,0            | 132,5            | 14               | 263,9            | 14               |
| Constantin Schmid Stephan Leyhe Markus Eisenbichler Karl Geiger | Lagtävling  | —       | —     | —         | 511,0           | 446,5           | 4               | 518,5            | 476,4            | 2                | 922.9            | 3                |

Damer
| Idrottare         | Gren        | Första omgången | Första omgången | Första omgången | Final   | Final | Final     | Totalt | Totalt    |
| Idrottare         | Gren        | Distans         | Poäng           | Placering       | Distans | Poäng | Placering | Poäng  | Placering |
| ----------------- | ----------- | --------------- | --------------- | --------------- | ------- | ----- | --------- | ------ | --------- |
| Katharina Althaus | Normalbacke | 105,5           | 121,1           | 1 Q             | 94,0    | 115,7 | 3         | 236,8  | 2         |
| Selina Freitag    | Normalbacke | 80,0            | 69,8            | 28 Q            | 90,0    | 93,2  | 11        | 163,0  | 22        |
| Pauline Heßler    | Normalbacke | 89,5            | 80,9            | 21 Q            | 83,0    | 80,7  | 23        | 161,6  | 24        |
| Juliane Seyfarth  | Normalbacke | 86,0            | 78,7            | 23 Q            | 88,0    | 89,9  | 14        | 168,6  | 19        |

Mixat
| Idrottare                                                      | Gren       | Första omgången | Första omgången | Första omgången | Final            | Final            | Final            | Totalt           | Totalt           |
| Idrottare                                                      | Gren       | Distans         | Poäng           | Placering       | Distans          | Poäng            | Placering        | Poäng            | Placering        |
| -------------------------------------------------------------- | ---------- | --------------- | --------------- | --------------- | ---------------- | ---------------- | ---------------- | ---------------- | ---------------- |
| Selina Freitag Constantin Schmid Katharina Althaus Karl Geiger | Lagtävling | 290,5           | 350,9           | 9               | Gick inte vidare | Gick inte vidare | Gick inte vidare | Gick inte vidare | Gick inte vidare |

## Bob
Herrar
| Idrottare                                                          | Gren     | Åk 1  | Åk 1      | Åk 2  | Åk 2      | Åk 3  | Åk 3      | Åk 4  | Åk 4      | Totalt  | Totalt    |
| Idrottare                                                          | Gren     | Tid   | Placering | Tid   | Placering | Tid   | Placering | Tid   | Placering | Tid     | Placering |
| ------------------------------------------------------------------ | -------- | ----- | --------- | ----- | --------- | ----- | --------- | ----- | --------- | ------- | --------- |
| Francesco Friedrich Thorsten Margis                                | Tvåmanna | 59,02 | 1         | 59,36 | 2         | 58,99 | 1         | 59,52 | 1         | 3.56,89 | 1         |
| Christoph Hafer Matthias Sommer                                    | Tvåmanna | 59,44 | 4         | 59,93 | 6         | 59,51 | 3         | 59,70 | 3         | 3.58,58 | 3         |
| Johannes Lochner Florian Bauer                                     | Tvåmanna | 59,26 | 2         | 59,27 | 1         | 59,32 | 2         | 59,53 | 2         | 3.57,38 | 2         |
| Francesco Friedrich Candy Bauer Thorsten Margis Alexander Schüller | Fyrmanna | 58,29 | 2         | 58,71 | 1         | 58,17 | 1         | 59,13 | 1         | 3.54,30 | 1         |
| Christoph Hafer Michael Salzer Tobias Schneider Matthias Sommer    | Fyrmanna | 58,60 | 5         | 58,95 | 4         | 58,35 | 3         | 59,25 | 2         | 3.55,15 | 4         |
| Johannes Lochner Florian Bauer Christian Rasp Christopher Weber    | Fyrmanna | 58,13 | 1         | 58,90 | 3         | 58,34 | 2         | 59,30 | 5         | 3.54,67 | 2         |

Damer
| Idrottare                           | Gren     | Åk 1    | Åk 1      | Åk 2    | Åk 2      | Åk 3    | Åk 3      | Åk 4    | Åk 4      | Totalt  | Totalt    |
| Idrottare                           | Gren     | Tid     | Placering | Tid     | Placering | Tid     | Placering | Tid     | Placering | Tid     | Placering |
| ----------------------------------- | -------- | ------- | --------- | ------- | --------- | ------- | --------- | ------- | --------- | ------- | --------- |
| Mariama Jamanka                     | Monobob  | 1.05,85 | 15        | 1.06,94 | 17        | 1.05,47 | 5         | 1.05,74 | 7         | 4.24,00 | 13        |
| Laura Nolte                         | Monobob  | 1.04,74 | 2         | 1.05,56 | 6         | 1.05,70 | 6         | 1.05,31 | 4         | 4.21,33 | 4         |
| Mariama Jamanka Alexandra Burghardt | Tvåmanna | 1.01,10 | 2         | 1.01,45 | 2         | 1.00,98 | 2         | 1.01,20 | 1         | 4.04,73 | 2         |
| Kim Kalicki Lisa Buckwitz           | Tvåmanna | 1.01,61 | 6         | 1.01,78 | 5         | 1.01,30 | 4         | 1.01,59 | 5         | 4.06,28 | 4         |
| Laura Nolte Deborah Levi            | Tvåmanna | 1.01,04 | 1         | 1.01,01 | 1         | 1.00,70 | 1         | 1.01,21 | 2         | 4.03,96 | 1         |

## Freestyle
Hopp
Damer
| Emma Weiß | Hopp | 65,52 | 22 | 75,98 | 14 | Gick inte vidare | Gick inte vidare | Gick inte vidare | 20 |

Freeski
Damer
| Idrottare            | Gren       | Kval  | Kval  | Kval  | Kval   | Kval      | Final            | Final            | Final            | Final            | Final            |
| Idrottare            | Gren       | Åk 1  | Åk 2  | Åk 3  | Bästa  | Placering | Åk 1             | Åk 2             | Åk 3             | Bästa            | Placering        |
| -------------------- | ---------- | ----- | ----- | ----- | ------ | --------- | ---------------- | ---------------- | ---------------- | ---------------- | ---------------- |
| Sabrina Cakmakli     | Halfpipe   | 71,50 | 36,50 | —     | 71,50  | 12 Q      | 40,00            | 54,00            | 42,75            | 54,00            | 12               |
| Alia Delia Eichinger | Big air    | 51,00 | 64,75 | 39,00 | 115,75 | 18        | Gick inte vidare | Gick inte vidare | Gick inte vidare | Gick inte vidare | Gick inte vidare |
| Alia Delia Eichinger | Slopestyle | 26,45 | 50,68 | —     | 50,68  | 17        | Gick inte vidare | Gick inte vidare | Gick inte vidare | Gick inte vidare | Gick inte vidare |

Skicross
| Idrottare           | Gren               | Seeding | Seeding   | Åttondelsfinal | Kvartsfinal      | Semifinal        | Final            | Final     |
| Idrottare           | Gren               | Tid     | Placering | Position       | Position         | Position         | Position         | Placering |
| ------------------- | ------------------ | ------- | --------- | -------------- | ---------------- | ---------------- | ---------------- | --------- |
| Niklas Bachsleitner | Herrarnas skicross | 1.17,53 | 32        | 4              | Gick inte vidare | Gick inte vidare | Gick inte vidare | 32        |
| Daniel Bohnacker    | Herrarnas skicross | 1.13,21 | 17        | 2 Q            | 4                | Gick inte vidare | Gick inte vidare | 14        |
| Tobias Müller       | Herrarnas skicross | 1.13,64 | 26        | 3              | Gick inte vidare | Gick inte vidare | Gick inte vidare | 23        |
| Florian Wilmsmann   | Herrarnas skicross | 1.13,22 | 18        | 3              | Gick inte vidare | Gick inte vidare | Gick inte vidare | 21        |
| Johanna Holzmann    | Damernas skicross  | 1.20,95 | 20        | 2 Q            | 4                | Gick inte vidare | Gick inte vidare | 15        |
| Daniela Maier       | Damernas skicross  | 1.17,63 | 3         | 1 Q            | 2 Q              | 1 FA             | 4                | 3         |

## Hastighetsåkning på skridskor
| Idrottare         | Gren               | Final    | Final     |
| Idrottare         | Gren               | Tid      | Placering |
| ----------------- | ------------------ | -------- | --------- |
| Joel Dufter       | Herrarnas 500 m    | 35,37    | 26        |
| Joel Dufter       | Herrarnas 1 000 m  | 1.10,16  | 26        |
| Patrick Beckert   | Herrarnas 5 000 m  | 6.19,58  | 11        |
| Felix Rijhnen     | Herrarnas 5 000 m  | 6.19,86  | 13        |
| Patrick Beckert   | Herrarnas 10 000 m | 13.01,23 | 7         |
| Michelle Uhrig    | Damernas 1 500 m   | 2.00,20  | 25        |
| Claudia Pechstein | Damernas 3 000 m   | 4.17,16  | 20        |

Masstart
| Idrottare         | Gren               | Semifinal | Semifinal | Semifinal | Final            | Final            | Final            |
| Idrottare         | Gren               | Poäng     | Tid       | Placering | Poäng            | Tid              | Placering        |
| ----------------- | ------------------ | --------- | --------- | --------- | ---------------- | ---------------- | ---------------- |
| Felix Rijhnen     | Herrarnas masstart | DQ        | DQ        | DQ        | Gick inte vidare | Gick inte vidare | Gick inte vidare |
| Claudia Pechstein | Damernas masstart  | 3         | 8.30,99   | 7 Q       | 3                | 8.25,78          | 9                |
| Michelle Uhrig    | Damernas masstart  | 2         | 9.02,52   | 11        | Gick inte vidare | Gick inte vidare | 20               |

## Ishockey
Sammanfattning
| Lag                    | Gren                | Gruppspel            | Gruppspel            | Gruppspel            | Gruppspel            | Gruppspel | Playoff              | Kvartsfinal          | Semifinal            | Final / BM           | Final / BM |
| Lag                    | Gren                | Motståndare Resultat | Motståndare Resultat | Motståndare Resultat | Motståndare Resultat | Placering | Motståndare Resultat | Motståndare Resultat | Motståndare Resultat | Motståndare Resultat | Placering  |
| ---------------------- | ------------------- | -------------------- | -------------------- | -------------------- | -------------------- | --------- | -------------------- | -------------------- | -------------------- | -------------------- | ---------- |
| Tysklands herrlandslag | Herrarnas turnering | Kanada · L 1–5       | Kina · W 3–2         | USA · L 2–3          | —                    | 3         | Slovakien · L 0–4    | Gick inte vidare     | Gick inte vidare     | Gick inte vidare     | 10         |

### Herrarnas turnering
Spelartrupp
Truppen presenterades den 25 januari 2022.
Tränare:  Toni Söderholm
| Nr | Position | Namn                 | Längd  | Vikt   | Födelsedatum              | Lag                  |
| -- | -------- | -------------------- | ------ | ------ | ------------------------- | -------------------- |
| 3  | B        | Dominik Bittner      | 181 cm | 76 kg  | 10 juni 1992 (29 år)      | Grizzlys Wolfsburg   |
| 5  | B        | Korbinian Holzer     | 190 cm | 94 kg  | 16 februari 1988 (33 år)  | Adler Mannheim       |
| 8  | F        | Tobias Rieder        | 180 cm | 82 kg  | 10 januari 1993 (29 år)   | Växjö Lakers         |
| 11 | B        | Marco Nowak          | 189 cm | 93 kg  | 23 juli 1990 (31 år)      | Düsseldorfer EG      |
| 15 | F        | Stefan Loibl         | 186 cm | 83 kg  | 24 juni 1996 (25 år)      | Skellefteå AIK       |
| 16 | B        | Konrad Abeltshauser  | 195 cm | 102 kg | 2 september 1992 (29 år)  | EHC Red Bull München |
| 21 | F        | Nico Krämmer         | 186 cm | 94 kg  | 23 oktober 1992 (29 år)   | Adler Mannheim       |
| 22 | F        | Matthias Plachta     | 188 cm | 100 kg | 16 maj 1991 (30 år)       | Adler Mannheim       |
| 33 | MV       | Danny aus den Birken | 186 cm | 87 kg  | 15 februari 1985 (36 år)  | EHC Red Bull München |
| 34 | F        | Tom Kühnhackl        | 187 cm | 89 kg  | 21 januari 1992 (30 år)   | Skellefteå AIK       |
| 35 | MV       | Mathias Niederberger | 180 cm | 80 kg  | 26 november 1992 (29 år)  | Eisbären Berlin      |
| 38 | B        | Fabio Wagner         | 182 cm | 83 kg  | 17 september 1995 (26 år) | ERC Ingolstadt       |
| 41 | B        | Jonas Müller         | 183 cm | 88 kg  | 19 november 1995 (26 år)  | Eisbären Berlin      |
| 42 | F        | Yasin Ehliz          | 180 cm | 84 kg  | 30 december 1992 (29 år)  | EHC Red Bull München |
| 50 | F        | Patrick Hager        | 178 cm | 80 kg  | 8 september 1988 (33 år)  | EHC Red Bull München |
| 54 | F        | Lean Bergmann        | 187 cm | 93 kg  | 4 oktober 1998 (23 år)    | Adler Mannheim       |
| 72 | F        | Dominik Kahun        | 180 cm | 82 kg  | 2 juli 1995 (26 år)       | SC Bern              |
| 83 | F        | Leonhard Pföderl     | 182 cm | 87 kg  | 1 september 1993 (28 år)  | Eisbären Berlin      |
| 85 | B        | Marcel Brandt        | 176 cm | 80 kg  | 8 maj 1992 (29 år)        | Straubing Tigers     |
| 86 | F        | Daniel Pietta        | 185 cm | 93 kg  | 9 december 1986 (35 år)   | ERC Ingolstadt       |
| 89 | F        | David Wolf)          | 189 cm | 98 kg  | 15 september 1989 (32 år) | Adler Mannheim       |
| 90 | MV       | Felix Brückmann      | 181 cm | 83 kg  | 16 december 1990 (31 år)  | Adler Mannheim       |
| 91 | B        | Moritz Müller        | 187 cm | 92 kg  | 19 november 1986 (35 år)  | Kölner Haie          |
| 92 | F        | Marcel Noebels       | 192 cm | 92 kg  | 14 mars 1992 (29 år)      | Eisbären Berlin      |
| 95 | F        | Frederik Tiffels     | 185 cm | 91 kg  | 20 maj 1995 (26 år)       | EHC Red Bull München |

Gruppspel
| Nr | Lag      | S | V | ÖV | ÖF | F | GM | IM | MS  | P |
| -- | -------- | - | - | -- | -- | - | -- | -- | --- | - |
| 1  | USA      | 3 | 3 | 0  | 0  | 0 | 15 | 4  | +11 | 9 |
| 2  | Kanada   | 3 | 2 | 0  | 0  | 1 | 12 | 5  | +7  | 6 |
| 3  | Tyskland | 3 | 1 | 0  | 0  | 2 | 6  | 10 | −4  | 3 |
| 4  | Kina     | 3 | 0 | 0  | 0  | 3 | 2  | 16 | −14 | 0 |

|             | 10 februari 2022 | Kanada                                                                                               | 5 – 1                     | Tyskland                  | LeSports Center, Peking                           |                                                   |
| 21:10 UTC+8 | 21:10 UTC+8      | (3–0, 1–1, 1–0) Summering                                                                            | (3–0, 1–1, 1–0) Summering | (3–0, 1–1, 1–0) Summering | Publik: 685 Domare: Tobias Björk Andrew Bruggeman | Publik: 685 Domare: Tobias Björk Andrew Bruggeman |
| 21:10 UTC+8 | 21:10 UTC+8      | Alex Grant (04:43) Ben Street (09:47) Daniel Winnik (10:19) Maxim Noreau (32:58) Jordan Weal (51:22) | Mål                       | (30:45) Tobias Rieder     | Publik: 685 Domare: Tobias Björk Andrew Bruggeman | Publik: 685 Domare: Tobias Björk Andrew Bruggeman |
| 21:10 UTC+8 | 21:10 UTC+8      | |                           |                           | Publik: 685 Domare: Tobias Björk Andrew Bruggeman | Publik: 685 Domare: Tobias Björk Andrew Bruggeman |
| 21:10 UTC+8 | 21:10 UTC+8      | |                           |                           | Publik: 685 Domare: Tobias Björk Andrew Bruggeman | Publik: 685 Domare: Tobias Björk Andrew Bruggeman |
| 21:10 UTC+8 | 21:10 UTC+8      | |                           |                           | Publik: 685 Domare: Tobias Björk Andrew Bruggeman | Publik: 685 Domare: Tobias Björk Andrew Bruggeman |
| 21:10 UTC+8 | 21:10 UTC+8      | |                           |                           | Publik: 685 Domare: Tobias Björk Andrew Bruggeman | Publik: 685 Domare: Tobias Björk Andrew Bruggeman |

|             | 12 februari 2022 | Tyskland                                                             | 3 – 2                     | Kina                                  | Pekings Nationella inomhusstadion, Peking          |                                                    |
| 16:40 UTC+8 | 16:40 UTC+8      | (2–0, 1–1, 0–1) Summering                                            | (2–0, 1–1, 0–1) Summering | (2–0, 1–1, 0–1) Summering             | Publik: 804 Domare: Stephen Reneau Maxim Sidorenko | Publik: 804 Domare: Stephen Reneau Maxim Sidorenko |
| 16:40 UTC+8 | 16:40 UTC+8      | Marcel Brandt (13:33) Korbinian Holzer (16:24) Dominik Kahun (24:41) | Mål                       | (39:14) Parker Foo (49:00) Tyler Wong | Publik: 804 Domare: Stephen Reneau Maxim Sidorenko | Publik: 804 Domare: Stephen Reneau Maxim Sidorenko |
| 16:40 UTC+8 | 16:40 UTC+8      |                                                                      |                           |                                       | Publik: 804 Domare: Stephen Reneau Maxim Sidorenko | Publik: 804 Domare: Stephen Reneau Maxim Sidorenko |
| 16:40 UTC+8 | 16:40 UTC+8      |                                                                      |                           |                                       | Publik: 804 Domare: Stephen Reneau Maxim Sidorenko | Publik: 804 Domare: Stephen Reneau Maxim Sidorenko |
| 16:40 UTC+8 | 16:40 UTC+8      |                                                                      |                           |                                       | Publik: 804 Domare: Stephen Reneau Maxim Sidorenko | Publik: 804 Domare: Stephen Reneau Maxim Sidorenko |
| 16:40 UTC+8 | 16:40 UTC+8      |                                                                      |                           |                                       | Publik: 804 Domare: Stephen Reneau Maxim Sidorenko | Publik: 804 Domare: Stephen Reneau Maxim Sidorenko |

|             | 13 februari 2022 | USA                                                               | 3 – 2                     | Tyskland                                    | LeSports Center, Peking                             |                                                     |
| 21:10 UTC+8 | 21:10 UTC+8      | (1–1, 1–0, 1–1) Summering                                         | (1–1, 1–0, 1–1) Summering | (1–1, 1–0, 1–1) Summering                   | Publik: 708 Domare: Evgenii Romasko Maxim Sidorenko | Publik: 708 Domare: Evgenii Romasko Maxim Sidorenko |
| 21:10 UTC+8 | 21:10 UTC+8      | Steven Kampfer (04:26) Matthew Knies (24:50) Nathan Smith (42:47) | Mål                       | (02:00) Patrick Hager (57:31) Tom Kühnhackl | Publik: 708 Domare: Evgenii Romasko Maxim Sidorenko | Publik: 708 Domare: Evgenii Romasko Maxim Sidorenko |
| 21:10 UTC+8 | 21:10 UTC+8      |                                                                   |                           |                                             | Publik: 708 Domare: Evgenii Romasko Maxim Sidorenko | Publik: 708 Domare: Evgenii Romasko Maxim Sidorenko |
| 21:10 UTC+8 | 21:10 UTC+8      |                                                                   |                           |                                             | Publik: 708 Domare: Evgenii Romasko Maxim Sidorenko | Publik: 708 Domare: Evgenii Romasko Maxim Sidorenko |
| 21:10 UTC+8 | 21:10 UTC+8      |                                                                   |                           |                                             | Publik: 708 Domare: Evgenii Romasko Maxim Sidorenko | Publik: 708 Domare: Evgenii Romasko Maxim Sidorenko |
| 21:10 UTC+8 | 21:10 UTC+8      |                                                                   |                           |                                             | Publik: 708 Domare: Evgenii Romasko Maxim Sidorenko | Publik: 708 Domare: Evgenii Romasko Maxim Sidorenko |

Playoff
|             | 15 februari 2022 | Slovakien                                                                                | 4 – 0     | Tyskland  | Pekings Nationella inomhusstadion, Peking    |                                              |
| 12:10 UTC+8 | 12:10 UTC+8      | Summering                                                                                | Summering | Summering | Publik: 926 Domare: Tobias Björk Mikael Nord | Publik: 926 Domare: Tobias Björk Mikael Nord |
| 12:10 UTC+8 | 12:10 UTC+8      | Libor Hudáček (11:05) Peter Cehlárik (27:01) Michal Krištof (28:45) Marek Hrivík (57:56) | Mål       |           | Publik: 926 Domare: Tobias Björk Mikael Nord | Publik: 926 Domare: Tobias Björk Mikael Nord |
| 12:10 UTC+8 | 12:10 UTC+8      |                                                                                          |           |           | Publik: 926 Domare: Tobias Björk Mikael Nord | Publik: 926 Domare: Tobias Björk Mikael Nord |
| 12:10 UTC+8 | 12:10 UTC+8      |                                                                                          |           |           | Publik: 926 Domare: Tobias Björk Mikael Nord | Publik: 926 Domare: Tobias Björk Mikael Nord |
| 12:10 UTC+8 | 12:10 UTC+8      |                                                                                          |           |           | Publik: 926 Domare: Tobias Björk Mikael Nord | Publik: 926 Domare: Tobias Björk Mikael Nord |
| 12:10 UTC+8 | 12:10 UTC+8      |                                                                                          |           |           | Publik: 926 Domare: Tobias Björk Mikael Nord | Publik: 926 Domare: Tobias Björk Mikael Nord |

## Konståkning
| Idrottare                             | Gren                  | Kortprogram | Kortprogram | Friåkningsprogram | Friåkningsprogram | Totalt           | Totalt           |
| Idrottare                             | Gren                  | Poäng       | Placering   | Poäng             | Placering         | Poäng            | Placering        |
| ------------------------------------- | --------------------- | ----------- | ----------- | ----------------- | ----------------- | ---------------- | ---------------- |
| Nicole Schott                         | Damernas singelåkning | 63,13       | 14 Q        | 114,52            | 19                | 177,65           | 17               |
| Minerva Fabienne Hase / Nolan Seegert | Paråkning             | 62,37       | 14 Q        | 87,32             | 16                | 149,69           | 16               |
| Katharina Müller / Tim Dieck          | Isdans                | 65,47       | 21          | Gick inte vidare  | Gick inte vidare  | Gick inte vidare | Gick inte vidare |

Lagtävling
| Idrottare                                                                                                   | Gren       | Kortprogram    | Kortprogram    | Kortprogram    | Kortprogram    | Kortprogram | Kortprogram | Friåkningsprogram | Friåkningsprogram | Friåkningsprogram | Friåkningsprogram | Friåkningsprogram | Friåkningsprogram |
| Idrottare                                                                                                   | Gren       | Herrar         | Damer          | Par            | Isdans         | Totalt      | Totalt      | Herrar            | Damer             | Par               | Isdans            | Totalt            | Totalt            |
| Idrottare                                                                                                   | Gren       | Poäng Lagpoäng | Poäng Lagpoäng | Poäng Lagpoäng | Poäng Lagpoäng | Poäng       | Placering   | Poäng Lagpoäng    | Poäng Lagpoäng    | Poäng Lagpoäng    | Poäng Lagpoäng    | Poäng             | Placering         |
| --- | ---------- | -------------- | -------------- | -------------- | -------------- | ----------- | ----------- | ----------------- | ----------------- | ----------------- | ----------------- | ----------------- | ----------------- |
| Paul Fentz (H) Nicole Schott (D) Minerva Fabienne Hase / Nolan Seegert (P) Katharina Müller / Tim Dieck (I) | Lagtävling | 68,64 2        | 62,66 5        | WD 0           | 63,21 1        | 8           | 9           | Gick inte vidare  | Gick inte vidare  | Gick inte vidare  | Gick inte vidare  | Gick inte vidare  | Gick inte vidare  |

## Längdskidåkning
Distans
Herrar
| Idrottare                                              | Gren                | Klassisk stil | Klassisk stil | Fristil | Fristil   | Final     | Final   | Final     |
| Idrottare                                              | Gren                | Tid           | Placering     | Tid     | Placering | Tid       | Diff.   | Placering |
| ------------------------------------------------------ | ------------------- | ------------- | ------------- | ------- | --------- | --------- | ------- | --------- |
| Janosch Brugger                                        | 15 km klassisk stil | —             | —             | —       | —         | 40.24,5   | +2.29,7 | 20        |
| Lucas Bögl                                             | 15 km klassisk stil | —             | —             | —       | —         | 40.13,9   | +2.19,1 | 17        |
| Jonas Dobler                                           | 15 km klassisk stil | —             | —             | —       | —         | 40.21,0   | +2.26,2 | 19        |
| Albert Kuchler                                         | 15 km klassisk stil | —             | —             | —       | —         | 41.07,1   | +3.12,3 | 32        |
| Lucas Bögl                                             | 30 km skiathlon     | 41.37,9       | 14            | 38.34,6 | 8         | 1:20.12,5 | +4.02,7 | 12        |
| Jonas Dobler                                           | 30 km skiathlon     | DNS           | DNS           | DNS     | DNS       | DNS       | DNS     | DNS       |
| Friedrich Moch                                         | 30 km skiathlon     | 41.17,9       | 12            | 38.58,5 | 19        | 1:20.16,4 | +4.06,6 | 13        |
| Florian Notz                                           | 30 km skiathlon     | 41.55,0       | 20            | 39.05,4 | 21        | 1:21.00,4 | +4.50,6 | 19        |
| Lucas Bögl                                             | 50 km fristil       | —             | —             | —       | —         | 1:16.11,5 | +4.38,8 | 33        |
| Jonas Dobler                                           | 50 km fristil       | —             | —             | —       | —         | 1:14.50,0 | +3.17,3 | 20        |
| Friedrich Moch                                         | 50 km fristil       | —             | —             | —       | —         | 1:16.03,6 | +4.30,9 | 31        |
| Florian Notz                                           | 50 km fristil       | —             | —             | —       | —         | 1:15.32,2 | +3.59,5 | 26        |
| Janosch Brugger Friedrich Moch Florian Notz Lucas Bögl | 4 × 10 km stafett   | 1:00.56,7     | 6             | 56.49,8 | 5         | 1:57.46,5 | +2.55,8 | 5         |

Damer
| Idrottare                                                      | Gren                | Klassisk stil | Klassisk stil | Fristil | Fristil   | Final     | Final   | Final     |
| Idrottare                                                      | Gren                | Tid           | Placering     | Tid     | Placering | Tid       | Diff.   | Placering |
| -------------------------------------------------------------- | ------------------- | ------------- | ------------- | ------- | --------- | --------- | ------- | --------- |
| Antonia Fräbel                                                 | 10 km klassisk stil | —             | —             | —       | —         | 30.51,4   | +2.45,1 | 28        |
| Laura Gimmler                                                  | 10 km klassisk stil | —             | —             | —       | —         | 31.05,6   | +2.59,3 | 32        |
| Katharina Hennig                                               | 10 km klassisk stil | —             | —             | —       | —         | 28.49,7   | +43,4   | 5         |
| Katherine Sauerbrey                                            | 10 km klassisk stil | —             | —             | —       | —         | 29.27,2   | +1.20,9 | 11        |
| Pia Fink                                                       | 15 km skiathlon     | 25.02,3       | 25            | 23.27,3 | 27        | 48.29,6   | +4.15,9 | 25        |
| Katharina Hennig                                               | 15 km skiathlon     | 23.56,4       | 9             | 23.15,4 | 23        | 47.11,8   | +2.58,1 | 15        |
| Sofie Krehl                                                    | 15 km skiathlon     | 24.56,4       | 22            | 22.45,2 | 14        | 47.41,6   | +3.27,9 | 17        |
| Katherine Sauerbrey                                            | 15 km skiathlon     | 24.05,0       | 11            | 22.32,5 | 15        | 46.37,5   | +2.23,8 | 13        |
| Victoria Carl                                                  | 30 km fristil       | —             | —             | —       | —         | 1:30.08,4 | +5.14,4 | 12        |
| Pia Fink                                                       | 30 km fristil       | —             | —             | —       | —         | 1:32.06,3 | +7.12,3 | 25        |
| Antonia Fräbel                                                 | 30 km fristil       | —             | —             | —       | —         | 1:31.23,6 | +6.29,6 | 19        |
| Katherine Sauerbrey Katharina Hennig Victoria Carl Sofie Krehl | 4 × 5 km stafett    | —             | —             | —       | —         | 53.59,2   | +18,2   | 2         |

Sprint
| Idrottare                      | Gren                    | Kval    | Kval      | Kvartsfinal      | Kvartsfinal      | Semifinal        | Semifinal        | Final            | Final            |
| Idrottare                      | Gren                    | Tid     | Placering | Tid              | Placering        | Tid              | Placering        | Tid              | Placering        |
| ------------------------------ | ----------------------- | ------- | --------- | ---------------- | ---------------- | ---------------- | ---------------- | ---------------- | ---------------- |
| Janosch Brugger                | Herrarnas sprint        | 2.56,01 | 38        | Gick inte vidare | Gick inte vidare | Gick inte vidare | Gick inte vidare | Gick inte vidare | Gick inte vidare |
| Albert Kuchler Janosch Brugger | Herrarnas sprintstafett | —       | —         | —                | —                | 21.20,39         | 12               | Gick inte vidare | 23               |
| Victoria Carl                  | Damernas sprint         | 3.19,89 | 10 Q      | 3.18,26          | 3 LL             | 3.16,83          | 5                | Gick inte vidare | 10               |
| Pia Fink                       | Damernas sprint         | 3.22,09 | 21 Q      | 3.19,72          | 3                | Gick inte vidare | Gick inte vidare | Gick inte vidare | 15               |
| Sofie Krehl                    | Damernas sprint         | 3.18,93 | 8 Q       | 3.18,37          | 2 Q              | 3.21,32          | 6                | Gick inte vidare | 11               |
| Coletta Rydzek                 | Damernas sprint         | 3.25,09 | 37        | Gick inte vidare | Gick inte vidare | Gick inte vidare | Gick inte vidare | Gick inte vidare | Gick inte vidare |
| Katharina Hennig Victoria Carl | Damernas sprintstafett  | —       | —         | —                | —                | 23.02,08         | 1 Q              | 22.09,85         | 1                |

## Nordisk kombination
| Idrottare                                              | Gren                | Backhoppning | Backhoppning | Backhoppning | Längdskidåkning | Längdskidåkning | Totalt  | Totalt    |
| Idrottare                                              | Gren                | Distans      | Poäng        | Placering    | Tid             | Placering       | Tid     | Placering |
| ------------------------------------------------------ | ------------------- | ------------ | ------------ | ------------ | --------------- | --------------- | ------- | --------- |
| Vinzenz Geiger                                         | Normalbacke/10 km   | 98,0         | 111,4        | 11           | 23.41,7         | 1               | 25.07,7 | 1         |
| Vinzenz Geiger                                         | Stor backe/10 km    | 122,0        | 106,0        | 14           | 25.29,5         | 3               | 27.44,5 | 7         |
| Manuel Faißt                                           | Stor backe/10 km    | 133,0        | 128,0        | 4            | 26.29,6         | 15              | 27.16,6 | 4         |
| Johannes Rydzek                                        | Normalbacke/10 km   | 104,0        | 122,2        | 4            | 24.46,5         | 9               | 25.29,5 | 5         |
| Johannes Rydzek                                        | Stor backe/10 km    | 123,5        | 105,2        | 15           | 28.04,0         | 39              | 30.22,0 | 28        |
| Julian Schmid                                          | Normalbacke/10 km   | 103,5        | 123,4        | 2            | 25.17,9         | 21              | 25.57,9 | 8         |
| Julian Schmid                                          | Stor backe/10 km    | 133,5        | 116,0        | 9            | 26.39,1         | 17              | 28.14,1 | 10        |
| Terence Weber                                          | Normalbacke/10 km   | DNS          | DNS          | DNS          | DNS             | DNS             | DNS     | DNS       |
| Manuel Faißt Eric Frenzel Vinzenz Geiger Julian Schmid | Lagtävling/4 × 5 km | 525,0        | 467,0        | 4            | 51.29,0         | 5               | 51.40,0 | 2         |

## Rodel
Herrar
| Idrottare                   | Gren   | Åk 1   | Åk 1      | Åk 2   | Åk 2      | Åk 3   | Åk 3      | Åk 4   | Åk 4      | Totalt   | Totalt    |
| Idrottare                   | Gren   | Tid    | Placering | Tid    | Placering | Tid    | Placering | Tid    | Placering | Tid      | Placering |
| --------------------------- | ------ | ------ | --------- | ------ | --------- | ------ | --------- | ------ | --------- | -------- | --------- |
| Max Langenhan               | Singel | 57,606 | 9         | 57,536 | 5         | 57,521 | 8         | 57,429 | 4         | 3.50,092 | 6         |
| Felix Loch                  | Singel | 57,383 | 5         | 57,500 | 4         | 57,510 | 7         | 57,485 | 6         | 3.49,878 | 4         |
| Johannes Ludwig             | Singel | 57,063 | 1         | 57,438 | 2         | 57,043 | 1         | 57,191 | 1         | 3.48,735 | 1         |
| Tobias Arlt Tobias Wendl    | Dubbel | 58,255 | 1         | 58,299 | 1         | —      | —         | —      | —         | 1.56,554 | 1         |
| Sascha Benecken Toni Eggert | Dubbel | 58,300 | 2         | 58,353 | 2         | —      | —         | —      | —         | 1.56,653 | 2         |

Damer
| Idrottare            | Gren   | Åk 1   | Åk 1      | Åk 2     | Åk 2      | Åk 3   | Åk 3      | Åk 4   | Åk 4      | Totalt   | Totalt    |
| Idrottare            | Gren   | Tid    | Placering | Tid      | Placering | Tid    | Placering | Tid    | Placering | Tid      | Placering |
| -------------------- | ------ | ------ | --------- | -------- | --------- | ------ | --------- | ------ | --------- | -------- | --------- |
| Anna Berreiter       | Singel | 58,525 | 4         | 58,508   | 3         | 58,348 | 2         | 58,566 | 4         | 3.53,947 | 2         |
| Natalie Geisenberger | Singel | 58,402 | 2         | 58,423   | 1         | 58,226 | 1         | 58,403 | 2         | 3.53,454 | 1         |
| Julia Taubitz        | Singel | 58,345 | 1         | 1.00,075 | 26        | 58,655 | 7         | 58,358 | 1         | 3.55,433 | 7         |

Mixat
| Idrottare                                                     | Gren       | Åk 1     | Åk 1      | Åk 2     | Åk 2      | Åk 3     | Åk 3      | Totalt   | Totalt    |
| Idrottare                                                     | Gren       | Tid      | Placering | Tid      | Placering | Tid      | Placering | Tid      | Placering |
| ------------------------------------------------------------- | ---------- | -------- | --------- | -------- | --------- | -------- | --------- | -------- | --------- |
| Tobias Arlt Natalie Geisenberger Johannes Ludwig Tobias Wendl | Lagstafett | 1.00,090 | 2         | 1.01,407 | 2         | 1.01,909 | 1         | 3.03,406 | 1         |

## Short track
| Idrottare   | Gren             | Heat | Heat      | Kvartsfinal | Kvartsfinal | Semifinal        | Semifinal        | Final            | Final            |
| Idrottare   | Gren             | Tid  | Placering | Tid         | Placering   | Tid              | Placering        | Tid              | Placering        |
| ----------- | ---------------- | ---- | --------- | ----------- | ----------- | ---------------- | ---------------- | ---------------- | ---------------- |
| Anna Seidel | Damernas 1 500 m | PEN  | PEN       | —           | —           | Gick inte vidare | Gick inte vidare | Gick inte vidare | Gick inte vidare |

## Skeleton
| Idrottare            | Gren               | Åk 1    | Åk 1      | Åk 2    | Åk 2      | Åk 3    | Åk 3      | Åk 4    | Åk 4      | Totalt  | Totalt    |
| Idrottare            | Gren               | Tid     | Placering | Tid     | Placering | Tid     | Placering | Tid     | Placering | Tid     | Placering |
| -------------------- | ------------------ | ------- | --------- | ------- | --------- | ------- | --------- | ------- | --------- | ------- | --------- |
| Alexander Gassner    | Herrarnas skeleton | 1.00,87 | 9         | 1.00,86 | 9         | 1.00,62 | 8         | 1.00,48 | 5         | 4.02,83 | 8         |
| Christopher Grotheer | Herrarnas skeleton | 1.00,00 | 1         | 1.00,33 | 1         | 1.00,16 | 1         | 1.00,52 | 6         | 4.01,01 | 1         |
| Axel Jungk           | Herrarnas skeleton | 1.00,50 | 5         | 1.00,53 | 2         | 1.00,31 | 2         | 1.00,33 | 3         | 4.01,67 | 2         |
| Tina Hermann         | Damernas skeleton  | 1.02,28 | 5         | 1.02,29 | 3         | 1.01,90 | 5         | 1.02,26 | 6         | 4.08,73 | 4         |
| Jacqueline Lölling   | Damernas skeleton  | 1.02,27 | 4         | 1.02,45 | 7         | 1.02,22 | 7         | 1.02,41 | 14        | 4.09,35 | 8         |
| Hannah Neise         | Damernas skeleton  | 1.02,36 | 8         | 1.02,19 | 1         | 1.01,44 | 1         | 1.01,63 | 1         | 4.07,62 | 1         |

## Skidskytte
Herrar
| Idrottare                                            | Gren      | Tid       | Missar      | Placering |
| ---------------------------------------------------- | --------- | --------- | ----------- | --------- |
| Benedikt Doll                                        | Sprint    | 25.05,4   | 1 (0+1)     | 8         |
| Johannes Kühn                                        | Sprint    | 25.53,7   | 4 (2+2)     | 33        |
| Philipp Nawrath                                      | Sprint    | 25.43,4   | 3 (1+2)     | 22        |
| Roman Rees                                           | Sprint    | 25.24,3   | 0 (0+0)     | 17        |
| Benedikt Doll                                        | Jaktstart | 44.03,1   | 7 (2+0+2+3) | 32        |
| Johannes Kühn                                        | Jaktstart | 42.37,3   | 4 (0+2+1+1) | 12        |
| Philipp Nawrath                                      | Jaktstart | 43.06,7   | 7 (1+2+1+3) | 19        |
| Roman Rees                                           | Jaktstart | 41.37,7   | 1 (0+1+0+0) | 6         |
| Benedikt Doll                                        | Masstart  | 40.45,8   | 6 (0+0+2+4) | 8         |
| Johannes Kühn                                        | Masstart  | 40.52,7   | 5 (1+0+2+2) | 10        |
| Philipp Nawrath                                      | Masstart  | 42.10,1   | 7 (0+0+3+4) | 23        |
| Roman Rees                                           | Masstart  | 41.05,2   | 3 (0+0+1+2) | 14        |
| Benedikt Doll                                        | 20 km     | 49.54,5   | 2 (1+0+0+1) | 6         |
| Johannes Kühn                                        | 20 km     | 54.58,0   | 6 (3+2+1+0) | 51        |
| Erik Lesser                                          | 20 km     | 55.59,5   | 5 (0+2+0+3) | 67        |
| Roman Rees                                           | 20 km     | 50.09,0   | 1 (1+0+0+0) | 7         |
| Erik Lesser Roman Rees Benedikt Doll Philipp Nawrath | Stafett   | 1:20.54,5 | 10 (1+9)    | 4         |

Damer
| Idrottare                                                  | Gren      | Tid       | Missar      | Placering |
| ---------------------------------------------------------- | --------- | --------- | ----------- | --------- |
| Denise Herrmann                                            | Sprint    | 22.29,4   | 2 (1+1)     | 22        |
| Vanessa Hinz                                               | Sprint    | 23.31,3   | 3 (1+2)     | 55        |
| Franziska Preuß                                            | Sprint    | 22.41,4   | 2 (0+2)     | 30        |
| Vanessa Voigt                                              | Sprint    | 22.15,7   | 0 (0+0)     | 18        |
| Denise Herrmann                                            | Jaktstart | 38.07,6   | 3 (1+0+0+2) | 17        |
| Vanessa Hinz                                               | Jaktstart | 38.21,0   | 1 (0+0+0+1) | 21        |
| Franziska Preuß                                            | Jaktstart | 37.45,6   | 1 (1+0+0+0) | 15        |
| Vanessa Voigt                                              | Jaktstart | 37.35,3   | 1 (1+0+0+0) | 12        |
| Denise Herrmann                                            | Masstart  | 42.27,1   | 4 (1+1+1+1) | 13        |
| Vanessa Hinz                                               | Masstart  | 43.12,2   | 4 (0+0+2+2) | 15        |
| Franziska Preuß                                            | Masstart  | 41.44,4   | 4 (1+1+1+1) | 8         |
| Vanessa Voigt                                              | Masstart  | 43.22,7   | 6 (1+2+2+1) | 18        |
| Denise Herrmann                                            | 15 km     | 44.12,7   | 1 (0+0+1+0) | 1         |
| Vanessa Hinz                                               | 15 km     | 46.07,4   | 1 (0+1+0+0) | 14        |
| Franziska Preuß                                            | 15 km     | 48.04,2   | 4 (0+2+0+2) | 25        |
| Vanessa Voigt                                              | 15 km     | 44.29,3   | 1 (1+0+0+0) | 4         |
| Vanessa Voigt Vanessa Hinz Franziska Preuß Denise Herrmann | Stafett   | 1:11.41,3 | 6 (0+6)     | 3         |

Mixat
| Idrottare                                                   | Gren    | Tid       | Missar    | Placering |
| ----------------------------------------------------------- | ------- | --------- | --------- | --------- |
| Vanessa Voigt Denise Herrmann Benedikt Doll Philipp Nawrath | Stafett | 1:07.51,1 | 20 (2+18) | 5         |

## Snowboard
Freestyle
| Idrottare          | Gren                 | Kval  | Kval  | Kval  | Kval   | Kval      | Final            | Final            | Final            | Final            | Final            |
| Idrottare          | Gren                 | Åk 1  | Åk 2  | Åk 3  | Bästa  | Placering | Åk 1             | Åk 2             | Åk 3             | Bästa            | Placering        |
| ------------------ | -------------------- | ----- | ----- | ----- | ------ | --------- | ---------------- | ---------------- | ---------------- | ---------------- | ---------------- |
| Noah Vicktor       | Herrarnas big air    | 60,50 | 18,25 | 29,75 | 90,25  | 24        | Gick inte vidare | Gick inte vidare | Gick inte vidare | Gick inte vidare | Gick inte vidare |
| Leon Vockensperger | Herrarnas big air    | 66,00 | 24,00 | 17,25 | 90,00  | 25        | Gick inte vidare | Gick inte vidare | Gick inte vidare | Gick inte vidare | Gick inte vidare |
| André Höflich      | Herrarnas halfpipe   | 75,0  | 17,75 | —     | 75,00  | 10 Q      | 13,25            | 76,00            | 50,00            | 76,00            | 8                |
| Noah Vicktor       | Herrarnas slopestyle | 16,66 | 62,56 | —     | 62,56  | 16        | Gick inte vidare | Gick inte vidare | Gick inte vidare | Gick inte vidare | Gick inte vidare |
| Leon Vockensperger | Herrarnas slopestyle | 25,15 | 26,41 | —     | 26,41  | 29        | Gick inte vidare | Gick inte vidare | Gick inte vidare | Gick inte vidare | Gick inte vidare |
| Annika Morgan      | Damernas big air     | 12,00 | 64,25 | 68,00 | 132,25 | 8 Q       | 15,50            | 73,50            | 14,50            | 88,00            | 10               |
| Leilani Ettel      | Damernas halfpipe    | 68,75 | 15,75 | —     | 68,75  | 11 Q      | 55,25            | 57,50            | 9,25             | 57,50            | 11               |
| Annika Morgan      | Damernas slopestyle  | 29,61 | 67,63 | —     | 67,63  | 10 Q      | 64,13            | 31,01            | 28,76            | 64,13            | 8                |

Parallell
| Idrottare           | Gren                          | Kval    | Kval      | Åttondelsfinal        | Kvartsfinal          | Semifinal        | Final            | Final            |
| Idrottare           | Gren                          | Tid     | Placering | Motståndare Tid       | Motståndare Tid      | Motståndare Tid  | Motståndare Tid  | Placering        |
| ------------------- | ----------------------------- | ------- | --------- | --------------------- | -------------------- | ---------------- | ---------------- | ---------------- |
| Yannik Angenend     | Herrarnas parallellstorslalom | 1.22,28 | 13 Q      | Mastnak (SLO) L +0,26 | Gick inte vidare     | Gick inte vidare | Gick inte vidare | 13               |
| Stefan Baumeister   | Herrarnas parallellstorslalom | 1.22,64 | 18        | Gick inte vidare      | Gick inte vidare     | Gick inte vidare | Gick inte vidare | Gick inte vidare |
| Elias Huber         | Herrarnas parallellstorslalom | 1.31,16 | 29        | Gick inte vidare      | Gick inte vidare     | Gick inte vidare | Gick inte vidare | Gick inte vidare |
| Melanie Hochreiter  | Damernas parallellstorslalom  | 1.42,74 | 27        | Gick inte vidare      | Gick inte vidare     | Gick inte vidare | Gick inte vidare | Gick inte vidare |
| Ramona Hofmeister   | Damernas parallellstorslalom  | 1.26,20 | 2 Q       | Takeuchi (JPN) W DNF  | Ulbing (AUT) L −0,14 | Gick inte vidare | Gick inte vidare | 5                |
| Carolin Langenhorst | Damernas parallellstorslalom  | 1.27,60 | 6 Q       | Zogg (SUI) W −0,08    | Kotnik (SLO) L –0,15 | Gick inte vidare | Gick inte vidare | 7                |

Snowboardcross
| Idrottare                | Gren                   | Seeding | Seeding   | Åttondelsfinal | Kvartsfinal      | Semifinal        | Final            | Final     |
| Idrottare                | Gren                   | Tid     | Placering | Position       | Position         | Position         | Position         | Placering |
| ------------------------ | ---------------------- | ------- | --------- | -------------- | ---------------- | ---------------- | ---------------- | --------- |
| Paul Berg                | Herrarnas boardercross | 1.18,31 | 12        | 3              | Gick inte vidare | Gick inte vidare | Gick inte vidare | 18        |
| Umito Kirchwehm          | Herrarnas boardercross | 1.18,22 | 11        | 2 Q            | DNF              | Gick inte vidare | Gick inte vidare | 14        |
| Martin Nörl              | Herrarnas boardercross | 1.17,38 | 5         | 1 Q            | DNF              | Gick inte vidare | Gick inte vidare | 9         |
| Jana Fischer             | Damernas boardercross  | 1.24,88 | 20        | 4              | Gick inte vidare | Gick inte vidare | Gick inte vidare | 27        |
| Martin Nörl Jana Fischer | Mixat lag              | —       | —         | —              | 2 Q              | 3 FB             | 1                | 5         |